# チャリオンの影
『チャリオンの影』（チャリオンのかげ、The Curse of Chalion）は、アメリカの作家ロイス・マクマスター・ビジョルドによる2001年のファンタジー小説。同書は2002年のミソピーイク賞一般文芸部門を受賞するとともに、2002年にヒューゴー賞、世界幻想文学大賞およびローカス賞 ファンタジイ長編部門にノミネートされた。本作から始まった五神教シリーズは、2018年にヒューゴー賞 シリーズ部門を受賞した。
『チャリオンの影』と続編の『影の棲む城』（2003年）は架空の中世の内陸国であるチャリオン王国を舞台としている。前日譚となる三作目の『影の王国』（2005年）は、二三百年前のチャリオン南方ウィールドを舞台としている。

## あらすじ
カザリルはチャリオンの貴族だったが、裏切りに遭って野蛮なロクナルに奴隷として売られてしまった。ガレー船奴隷として2年近くを過ごしたのちに、かつて住んでいた地方の宮廷に戻り、イセーレ（兄のテイデスに次ぐ、チャリオン王位継承権第2位）とその侍女べトリスの家庭教師として雇われ、べトリスに惹かれる。イセーレとテイデスの母親のイスタも一緒に暮らしていたが、気が触れているものと思われていた。
カザリルはテイデス、イセーレ、べトリスととも首都に赴き、病身の国主オリコの宰相マルトウの弟の裏切り者ドンドと遭遇する。オリコは、ロクナル難民のウメガトが運営する動物館で多くの時間を過ごしている。堕落したドンドは（自分の野望のために）テイデスと親しくなり、少年に様々悪徳を紹介するとともに、イセーレとの結婚を画策する。絶望したカザリルは、その結果自分も死ぬことなるのを承知でドンドを殺すために庶子神（五神の一柱）に死の魔術の奇跡を求める。ドンドは死んだが、カザリルは死なず、自分がうちなる視覚を贈られた聖者（神々の代理人）となったことを知る。もう一人の聖者であるウメガトの助けで、チャリオンの王族に代々の呪いがかけられており、オリコは動物館の神聖な動物たちの浄化の魔術によってのみ生きながらえていることを知る。また、ドンドの魂と庶子神の魔が自分の体内の腫瘍の中に閉じ込められており、魔は神々のもとに帰るために必要な第2の魂を得るためにカザリルに死をもたらそうとしていることを知る。
ドンドに騙されていたテイデスは動物館を破壊し、ウメガトに重傷を負わせるが、その際に負った傷が化膿して致命傷となる。オリコは崩御し、イセーレはすぐに王位に就くが、マルトウに権力を握られ、母親イスタと同様に不安定だという噂を流される。カザリルはイセーレに呪いのことを告げ、イスタが呪いの中で結婚したのだから、イセーレも呪いから逃れるために結婚できるかも知れないと考える。イセーレは隣国イブラの後継者との結婚を手配するために、秘密裏にカザリルを派遣する。イブラに向かう道中、カザリルはイスタと話し、「チャリオン王家のために3度命を捨てることを厭わない男」によって呪いを解くことができるという予言を知る。
カザリルはイブラで自分と世継ぎのベルゴンがすでにあっていることに気づく。2人は一緒にガレオン船奴隷として繋がれ、カザリルはベルゴン少年の身代わりとして酷い鞭打ちを受けていた。ベルゴンに呪いのことを告げ、2人はベルゴンの父親が結婚に同意するように説得する。一行はマルトウが仕掛けた待ち伏せを切り抜けてチャリオンに帰還する。イセーレはマルトウのもとから脱出し、ベルゴンと結婚する。しかしながら、カザリルはイセーレを呪いから解放するどころか、ベルゴンにも呪が降り掛かっていることに気づく。
マルトウと部下たちはベルゴンの殺害と、イセーレの奪還を試みる。カザリルが彼らを撃退し、夫婦は逃げ出すことができたが捕らえられてしまう。マルトウはカザリルを剣で刺すが、その突きはカザリルの腫瘍を貫いて魔を開放し、魔はカザリル、ドンド、マルトウの魂を手に入れる。カザリルは姫神（五神の別の一柱）にあう。3度目の死（ベルゴンの代わりに致命的な殴打を受け、イセーレのために死の魔術を行い、マルトウに刺される）によって拡張されたカザリルの魂によって、姫神はカザリルをつかって物理世界に干渉し、呪を解くことができる。その後、姫神はカザリルに肉体を返却する。
イセーレはチャリオンの統治者として戴冠し、ベルゴンが王配となり、2人の子供たちが両方の土地を受け継ぐことになる。カザリルは首相となり、べトリスとともに幸せな結婚生活を送る。

## 実際の歴史と地理への言及
『チャリオンの影』およびその「五神教世界」シリーズの作品は、レコンキスタ（スペイン再征服）時代の南ヨーロッパを大まかに基にした世界を舞台としている。チャリオン、イブラ、ブラジャルの各国は、それぞれカスティーリャ王国、アラゴン王国、ポルトガルに相当する架空の国家である。ビジョルドの世界では、これらの国家は南部にあり、レコンキスタにおけるイスラム教徒に相当する北からの侵略者ロクナルの支配を受けている。
『チャリオンの影』の登場人物にもまた、相当する歴史上の人物が居る。チャリオンのイセーレはカスティーリャのイセベル1世を、イブラのベルゴンはアラゴンのフェルナンド2世をモデルとしており、2人の秘密結婚は実在の2人の秘密の婚約を反映している。テイデスはアルフォンソ・デ・カスティーリャに相当する。

## 評価
『チャリオンの影』は数多くのレビューを受けた。本作は2002年のヒューゴー賞 長編小説部門にノミネートされた。五神教シリーズは2018年のヒューゴー賞 シリーズ部門を受賞した。